# Habitus

Espacio social y prácticas sociales según Pierre Bourdieu.

El habitus es uno de los conceptos centrales de la teoría sociológica de Pierre Bourdieu. Por lo tanto, podemos entender "disposiciones" o esquemas de obrar, pensar y sentir asociados a la posición social. El habitus hace que personas de un entorno social homogéneo tiendan a compartir estilos de vida parecidos, pues sus recursos, estrategias y formas de evaluar el mundo son parecidas. Por ejemplo, en un estudio sobre la fotografía, Bourdieu y sus colaboradores encontraron que los gustos ante lo que es una foto bella u horrible están determinados tanto por el nivel educativo de las personas como por su ocupación. En su obra magna, La distinción (e.o. 1979), estudia los usos culturales de la Francia de los años 1970 a partir de este tipo de supuestos. En "El sentido práctico" expone con detalle los fundamentos teóricos de este y otros de sus conceptos. Toda su conceptualización se expone de forma más clara y accesible en su obra póstuma: "Curso de Sociología General" (1 y 2), publicados en Siglo XXI Argentina. La aplicación más accesible y rigurosa de su modelo teórico posiblemente sea el estudio "Las reglas del arte".
El concepto de habitus se remonta a Aristóteles; habitus es la traducción latina que Aquino y Boecio dan al concepto aristotélico de hexis. El habitus como término entre por un lado, el acto y la potencia, y, por otro lado, el exterior y el interior. Es en Bourdieu donde el habitus va a recibir al mismo tiempo una formulación sistémica y sociológica. 
Por habitus, Bourdieu entiende el conjunto de esquemas generativos a partir de los cuales los sujetos perciben el mundo y actúan en él. Estos esquemas generativos generalmente se definen como "estructuras estructurantes estructuradas"; son socialmente estructuradas porque han sido conformados a lo largo de la historia de cada agente y suponen la incorporación de la estructura social, del campo concreto de relaciones sociales en el que el agente social se ha conformado como tal. Pero al mismo tiempo son estructurantes porque son las estructuras a partir de las cuales se producen los pensamientos, percepciones y acciones del agente. Dicha función estructuradora se sostiene sobre los procesos de diferenciación en cuanto a las condiciones y necesidades de cada clase: las prácticas sociales derivadas del habitus mantienen una relación estructural entre ellas, en el sentido de estructuras significativas lingüísticas, según estudió Saussure. 
El habitus se aprende mediante el cuerpo, mediante un proceso de familiarización práctica, que no pasa por la consciencia. Las personas estamos sujetas al tiempo, tanto que tenemos que producir nuestras prácticas en la urgencia temporal. La incorporación inconsciente del habitus, mediante la socialización, supone la apropiación práctica de los esquemas que sirven para producir las prácticas adecuadas a la situación y el hecho de incorporar el interés por participar en diversos campos sociales (literatura, música, política, etc.). 
A cada posición social distinta le corresponden distintos universos de experiencias, ámbitos de prácticas, categorías de percepción y apreciación que, al servicio del habitus del individuo, serán naturalizados y consideradas cualidades específicas de clase. El goce de lo estético y refinado del arte en la clase burguesa, por ejemplo, será considerado por esta como una cualidad personal especial y no como resultado de unas posibilidades de aprendizaje objetiva e históricamente desiguales respecto de las clases populares. Así, el habitus naturalizaría el hecho de que el espectro de los gustos de elección de la clase popular, limitada por sus opciones económicas, será condenado a la simpleza y modestia; y que el habitus de las clases más poderosas les sirva como plato único en el sistema de preferencias sociales. De esta forma, cada posición social tiene su propio habitus, es decir, la objetividad de la estructura social que genera habitus se expresa mediante la subjetividad particular de los diferentes estilos de vida asociados a cada clase social. 
El habitus se postula así como una dimensión fundamental de la clase social de los sujetos: es la "clase incorporada".  La clase incorporada es el cuerpo, la clase social hecha cuerpo. A diferencia de la clase objetivada, que es la posición en el sistema de relaciones sociales según el volumen y el tipo de capital que se posee (económico, cultural, social o simbólico), el habitus es la experiencia y las prácticas sociales que se derivan de estas posiciones objetivas. Este habitus de clase será crucial en la reproducción social ya que al haber sido generado en unas determinadas condiciones sociales, y manifestado de manera corporal, inconsciente, los esquemas y distinciones del que es producto, actúa contribuyendo así a reproducirlas mediante su constante y continua actualización. Esto se puede observar en los límites del habitus, que es una de sus dimensiones fundamentales: las posibilidades e imposibilidades, puesto que con el habitus uno se excluye de lo que está excluido.